# 本科維奇
49°31′24″N 22°49′19″E / 49.52333°N 22.82194°E
本科維奇（烏克蘭語：Буньковичі），是烏克蘭西部的村莊，隸屬利維夫州的桑比爾區。該村面積0.93平方公里，海拔高度356米，2001年人口566，人口密度每平方公里608.6人。